# Ousia
Ousia este un concept fundamental al filosofiei grecești, tradus în latină prin cuvântul „essentia”.

## Contextul filosofic grecesc
„γιγαντομαχία ... περὶ τῆς οὐσίας”- Platon,Sofistul,246a : bătălia giganților (referire la mitologica gigantomachia) în jurul ființialității. Această sintagmă rezumă locul central ocupat de acest concept în filosofia grecească.
În traducerea românească a dicționarului lui Peters, termenul οὐσία este redat prin „substanță”, ”existență” (a se vedea însă mai jos și discuția despre dicționarul lui Ioanid, precum și lucrarea lui Ioan Oprea). 

## Etimologia și hermeneutica termenului
Hjalmar Frisk arată că termenul οὐσία este obținut cu ajutorul sufixului pentru abstracții -ία de la participiul ὤν, οὖσα, ὄν verbului „εἶναι” (a fi). Modelul urmat este cel al modului de formare a termenului γερουσία (sfatul bătrânilor) - din  γέρων. Conform lui Pape, un cuvânt precum γερούσιος provine din ΓΕΡΟΝΤΣΙΟΣ sau ΓΕΡΟΝΤΙΟΣ. Se observă că grupul ΝΤ cade în fața lui -ΣΙΟΣ, având în același timp o lungire compensatorie a lui Ο în ΟΥ.
Interesant este felul în care tălmăcește G. Ioanid, în dicționarul său, termenul οὐσία. Sunt două sensuri. Primul este cel de ființă. Ioanid, care folosește dicționarul lui Scarlat D. Vizantie, lingvistul grec din Istanbul, arată apoi că termenul vizează și elementele constitutive ale ființei; de aici ar proveni cel de-al doilea sens al cuvântului οὐσία: avere, stare. De exemplu, pentru starea în care se află cineva care n-are copii se spune «Τὰς ἂπαιδας οὐσίας» (Ioanid, sub voce). Filosofic sensul fundamental este cel legat de problema ființei. În această ordine de idei, οὐσία semnifică ființialitatea lucrului, sensul faptului său de a fi.
Pentru felul în care a pătruns οὐσία în terminologia filosofică românească a se vedea lucrarea lui Ioan Oprea (în special pp.62-65). Radu Greceanu, observă Ioan  Oprea, împrumută direct din greacă termenul și folosește cuvântul usie.